# Stan Collymore
Stanley „Stan“ Victor Collymore (* 22. Januar 1971 in Stone, Staffordshire) ist ein ehemaliger englischer Fußballspieler.

## Frühe Karriere
Collymore startete seine Karriere in den Jugendmannschaften des FC Walsall und der Wolverhampton Wanderers. Als sein Vertrag nicht verlängert wurde, wechselte er in die GM Vauxhall Conference zu den Stafford Rangers. Dort machte er durch einige spektakuläre Tore auf sich aufmerksam.

## Karriere als Profi

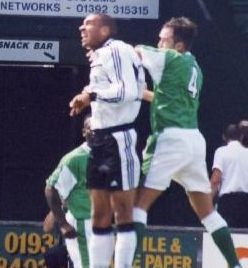
Collymore (Mitte, weißes T-Shirt) spielte 1999 für Fulham

Ende des Jahres 1990 bekam er im Alter von 19 Jahren die Möglichkeit, bei Crystal Palace einen Profi-Vertrag zu unterschreiben, wechselte aber eine Liga tiefer für die Vereinsrekordsumme von £150.000 zu Southend United, wo er mit 18 Toren in 31 Spielen half, den Verein in der First Division zu halten.
Nottingham Forest kaufte den Stürmer im Sommer 1993 für eine Vereinsrekordsumme von £3.000.000. Collymore erzielte 50 Treffer in 71 Spielen und wurde zu einem der wichtigsten Spieler beim direkten Wiederaufstieg in die Premier League. Er erzielte in seiner ersten Saison in der höchsten Spielklasse 25 Tore und führte den Verein, der erst 24 Monate zuvor abgestiegen war, auf den dritten Tabellenplatz. Am Ende der Spielzeit 1994/95 nahm ihn der Liverpool für die britische Rekordsumme von £8.500.000 unter Vertrag.
Collymore erzielte in seinem Debüt für die Reds ein spektakuläres Tor und unterschrieb einen umstrittenen Zweijahresvertrag mit dem Verein. Robbie Fowler und er galten im Verein als eines der besten Angriffspaare in Europa. Bekannt sind vor allem Collymores zwei Tore gegen Newcastle United in Anfield, die die Siegestreffer in einer der qualitativ hochwertigsten Partien in der Geschichte der Premier League bildeten. Die Zuschauer von Sky Sports wählten das Spiel als den größten Moment des Sports der ersten zehn Jahren des Senders.
Nach diesem Spiel begann jedoch der Abstieg Collymores. Er weigerte sich sowohl für die Reserve zu spielen, als auch seine Heimatstadt Cannock aufzugeben und näher in Richtung Merseyside zu ziehen. Er kritisierte öffentlich Manager Roy Evans und spielte im mit 0:1 verlorenen Finale des FA Cups 1996 so schlecht, dass er ausgewechselt wurde. Collymore wurde ebenso wie seine damaligen Kollegen Jamie Redknapp, David James und Steve McManaman als „Spice Boys“ verhöhnt – eine abwertende Bezeichnung, um sie als verwöhnte Spieler zu brandmarken. Obwohl Collymore damals als exzellenter Fußballer galt, wurde er 1997 an Aston Villa für £7.000.000 verkauft.
Collymore machte in seiner Zeit bei Villa vor allem außerhalb des Spielfelds Schlagzeilen. Vor allem sein langes Ausscheiden wegen Depressionen wurde von der britischen Boulevard-Presse hart kritisiert und zog den Spott des Villa-Managers John Gregory nach sich. Collymore stieß aber auch auf großen Rückhalt in der Bevölkerung, da er sich der Krankheit, unter der große Teile der Bevölkerung litten, stellte. In den drei Jahren, in denen Collymore bei Aston Villa unter Vertrag stand, erzielte er lediglich 15 Tore, da er über ein Jahr in Gregorys Amtszeit aus dem Kader gestrichen war und eine Krankschreibung wegen klinischer Depressionen hatte. Ein Höhepunkt war, dass Collymore der dritte Spieler in der Geschichte von Aston Villa war, der in einem europäischen Pokalwettbewerb einen Hattrick erzielen konnte.

## Collymore in der Presse
Collymore gab zu, 1998 in Paris seine Freundin, die Fernsehmoderatorin Ulrika Jonsson, während eines Streits geschlagen zu haben. Nach diesem Vorkommnis und seiner Nichtberücksichtigung durch Gregory wechselte er 2000 von den West Midlands in die East Midlands zu Leicester City. Er erzielte bei seinem Heimdebüt einen Hattrick. Nach einem durchaus erfolgreichen, aber kurzen Vertrag mit dem Klub, war seine Saison vorzeitig beendet, als er sich in einem Freundschaftsspiel mit dem Lokalrivalen Derby County das Bein brach. Als Martin O’Neill zu Celtic Glasgow wechselte, fand Bradford City in Collymore einen schnellen Ersatz. Wieder zeigte er ein spektakuläres erstes Spiel mit einem Fallrückzieher gegen den Lokalrivalen Leeds United. Danach wechselte Collymore in die Primera División zu Real Oviedo. Kurz nachdem er den Vertrag mit Oviedo unterzeichnet hatte, beendete er wegen einer schlechten Form in Kombination mit Integrationsschwierigkeiten seine aktive Karriere im Alter von nur 30 Jahren. Damit zog er den Zorn des Vereins auf sich, der gegen Collymore klagte.
2004 behauptete die Sun, Collymore habe ein Bekenntnis unterzeichnet, in dem er sich selbst als „verlogenen Drecksack“ bezeichnet und bekannt habe, in einer Rauferei in einem Dubliner Nachtclub am letzten Wochenende mit Rugbyspielern aus Bath zuerst zugeschlagen zu haben und sich bei den Lesern entschuldigt habe, „all das fußballerische Talent in meiner unerfüllten Karriere verschwendet zu haben.“ Collymore beklagte sich daraufhin bei der Press Complaints Commission und gewann den Prozess.
2014 veröffentlichte die Redaktion von France Football eine Liste der „50 weltweit problematischsten Fußballspieler seit den späten 1960er Jahren“, in der sie Collymore auf Rang sechs einordnete und dies insbesondere mit dessen Zitaten über seine sexuellen Eskapaden untermauerte („le sex-addict“).

## Karriere nach dem Fußball
Nach dem Ende seiner Fußballkarriere betätigte sich Collymore als Nachrichtensprecher bei BBC Radio Five Live. Nachdem öffentlich bekannt wurde, dass er an sexuellen Aktivitäten unter freiem Himmel, genannt Dogging, teilgenommen hatte, wurde er von seinen Aufgaben entbunden. Collymore verteidigte sich, dass es im Leben mehr gebe als Tee und verdauungsfördernde Biskuits und beharrte darauf, dass Dogging die Zukunft des Zusammenlebens in Großbritannien sei. Collymore erklärte nach seinem Ausscheiden bei der BBC, dass man dort mit zweierlei Maß messe. So seien dort Leute beschäftigt, die in Verbrechen verwickelt seien, die weitaus schlimmer als seine sexuellen Aktivitäten seien.
Seine Autobiografie „Tackling My Demons“ wurde 2004 veröffentlicht und führte zu kritischen Reaktionen.
2005 spielte er in Basic Instinct 2 an der Seite von Sharon Stone eine Filmrolle, die Collymore erneut in die Schlagzeilen brachte, da sein Filmcharakter Kevin Franks gemeinsam mit Catherine Tramell (Stone) in der Eröffnungsszene des Films Geschlechtsverkehr in einem Auto hat. Collymore ist regelmäßig in ganz Großbritannien im Fernsehen und im Radio zu sehen beziehungsweise zu hören. Ihm gehört Maverick Spirit Productions, eine britische Firma für Fernsehproduktionen.